# Goindval
Goindval ou Goindwal (en pendjabi : ਗੋਇੰਦਵਾਲ), est un haut lieu de pèlerinage du sikhisme. Cette ville se situe dans le district de Tarn Taran (31° 22N, 75° 9E) de l'État du Pendjab, en Inde. Goindval était au Moyen Âge un lieu de passage des caravanes des commerçants en Asie, sur les bords de la rivière Beas. Son nom viendrait même d'un marchand qui s'y est implanté. Ses habitants au XVIe siècle soupçonnaient des esprits diaboliques de hanter les lieux. Ils ont alors fait appel à un des Gurus du sikhisme, Guru Amar Das, avant son intronisation il faut le spécifier. Le Guru s'est alors plu dans ce lieu et il y est resté plusieurs dizaines d'années construisant notamment un puits à ablution célèbre dans le sikhisme, un baoli. Le festival de Baisakhi était aussi très fêté dans cette ville à l'époque. Ces événements se passaient avant la construction d'Amritsar et du Temple d'Or qui a supplanté Goindval dans le cœur des pèlerins.